# 篠原駅 (愛知県)
篠原駅（ささばらえき）は、愛知県豊田市篠原町砂ケ入にある愛知環状鉄道線の駅。駅番号は17。

## 歴史
- 1988年（昭和63年）1月31日：愛知環状鉄道により、新豊田 - 高蔵寺間の開通にあわせ開業[1][2]。当時は1面1線構造だった。
- 1989年（平成元年）度：ホームを2両分から4両分に延長[3]。
- 2001年（平成13年）12月23日：ホームを拡張し、2面2線構造となる[4][5]。これ以降、以前まで隣の保見駅で行われる事が多かった列車交換を当駅で行うダイヤが組まれるようになった。
- 2019年（平成31年）3月2日：ICカード「TOICA」の利用が可能となる[6]。

## 駅構造
丘と丘の間の谷間にある高架駅であり、相対式ホーム2面2線を有する。開業時は現在の下り本線のみ存在する単式ホーム1面1線の構造であったため、下り線が一線スルー構造となっており、当駅を通過する上り列車のなかには下り本線を通過していくものも存在する。下り本線には安全側線が設置されていない。
上下本線どちらにも両方向への出発信号機が設置されており、当駅が始発・終着となる列車の設定が可能である。そのような定期列車の設定がかつて短期間ながら存在したが、近年では主に豊田市内の各駅を連絡する臨時列車が当駅と北野桝塚駅間で設定されたことがある。
駅正面は下りホームであり、上りホームは駅の横にある高架下道路を回ったところに出入り口がある。永覚駅や六名駅同様終日駅員が配置されない無人駅であり、駅舎は設置されていない。

### のりば
| 番線 | 路線            | 方向 | 行先             |
| ---- | --------------- | ---- | ---------------- |
| 1    | ■愛知環状鉄道線 | 上り | 新豊田・岡崎方面 |
| 2    | ■愛知環状鉄道線 | 下り | 八草・高蔵寺方面 |

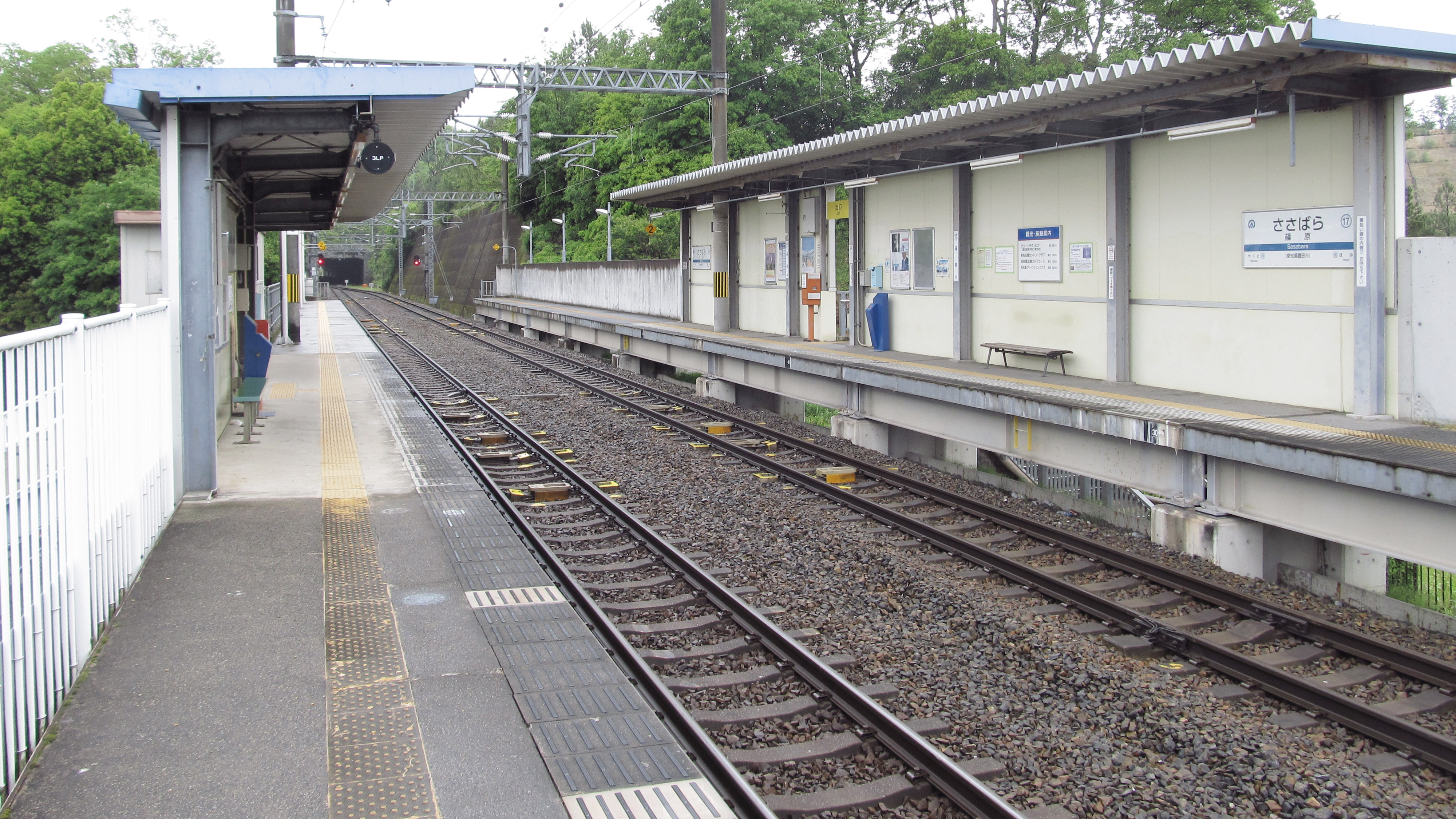
ホーム
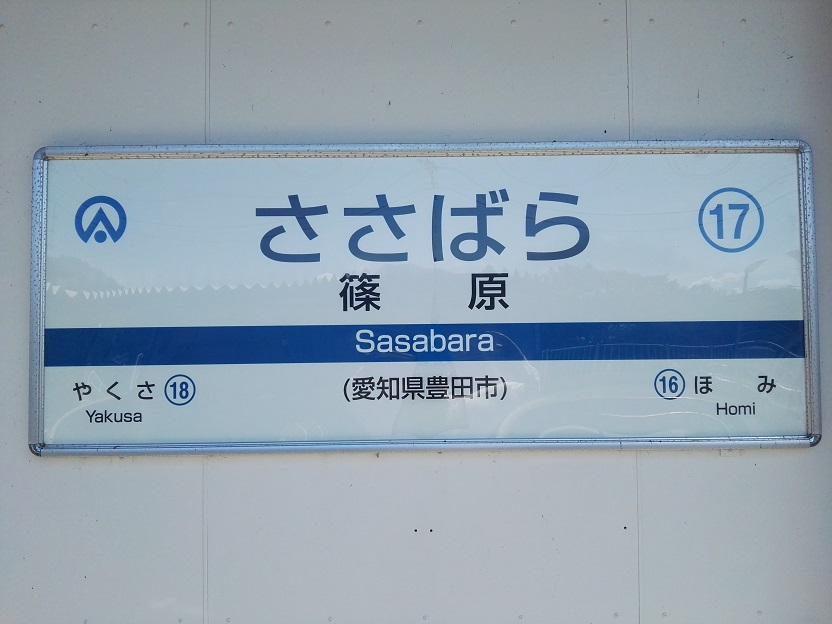
駅名標
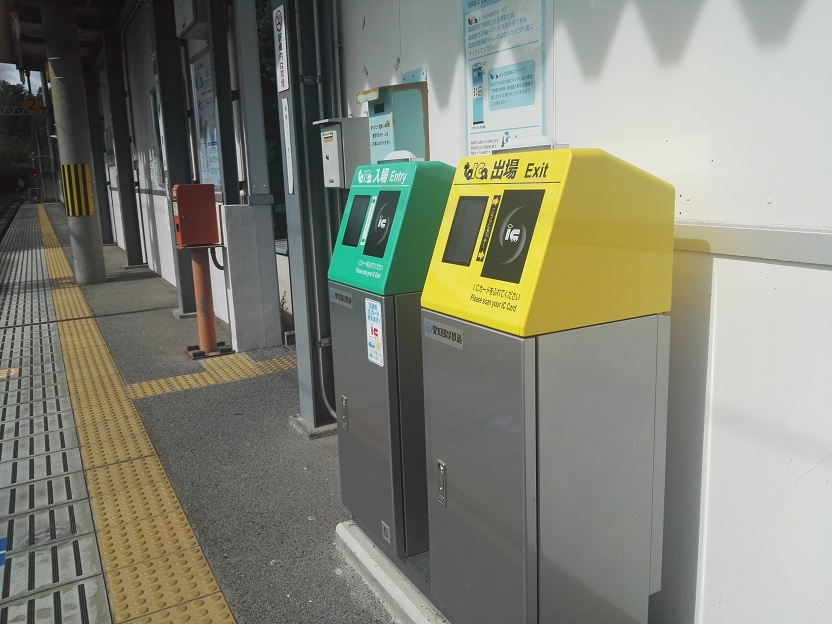
簡易TOICA改札機
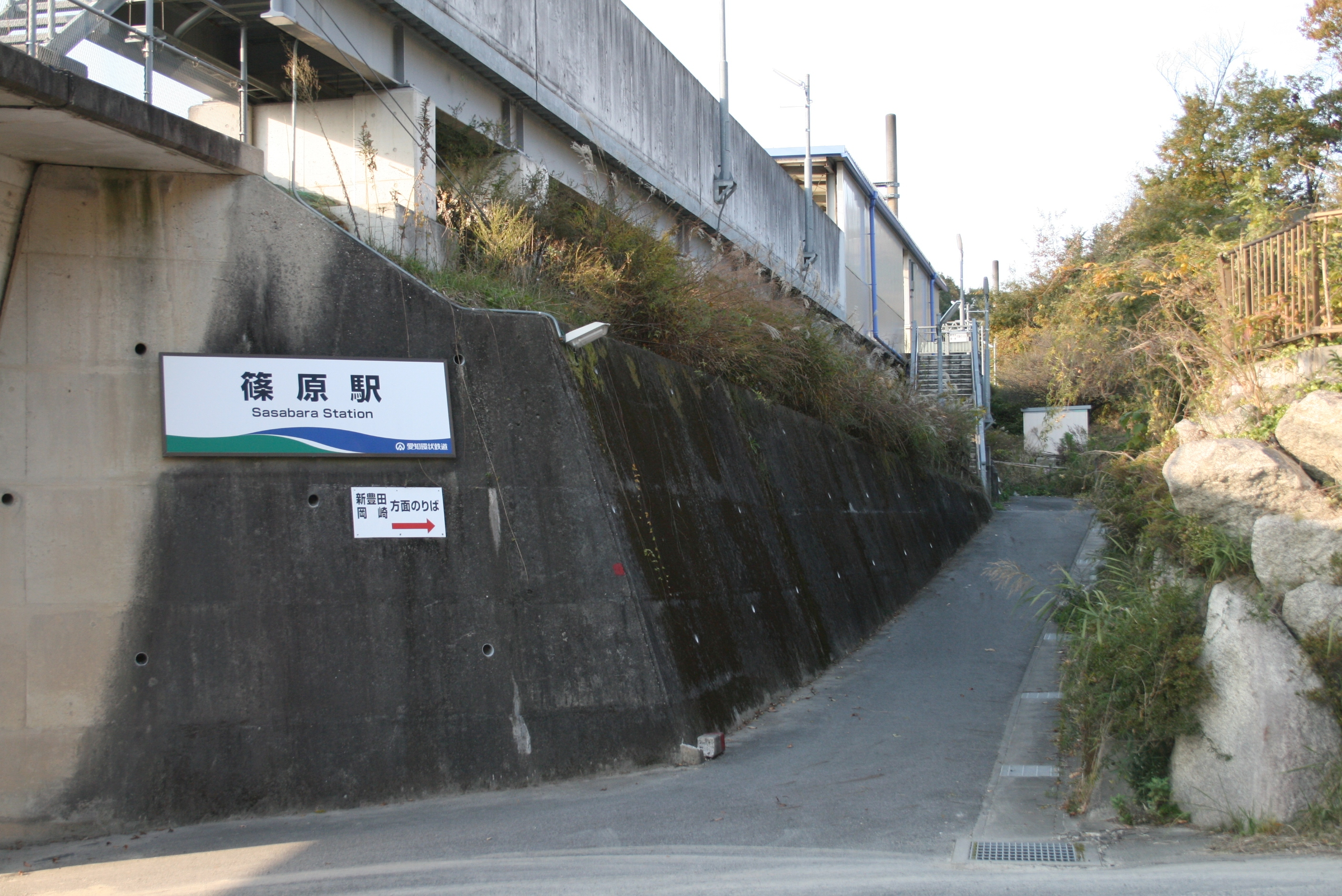
岡崎方面のりば（2009年11月）

## 利用状況
1日あたりの平均乗客数は以下の通り推移している。2015年には前年から35人近く増え250人を超えた。近年は280人前後で推移し、利用者は微増している。
- 2004年（平成16年） - 112人・21駅中21位
- 2005年（平成17年） - 109人・23駅中23位
- 2006年（平成18年） - 146人・23駅中23位（同年10月24日の調査による）
- 2011年（平成23年） - 212人
- 2012年（平成24年） - 229人
- 2013年（平成25年） - 221人
- 2014年（平成26年） - 217人
- 2015年（平成27年） - 253人
- 2016年（平成28年） - 256人
- 2017年（平成29年） - 281人
- 2018年（平成30年） - 279人・23駅中23位
- 2019年（令和元年） - 294人
- 2020年（令和2年） - 226人

## 駅周辺
辺りは山林や森林となっているが、田畑の辺りには民家が建つ。駅から少し離れた西側を国道が通り、その西側には工業団地がある。駅北東側にはゴルフ場が2ヵ所（※「名古屋広幡ゴルフコース」と「東名古屋カントリークラブ」）あるが、ともに駅からやや離れた所にある。
- 篠原工業団地（グリーンテクノピア）
- アイホン豊田工場
- 大豊工業篠原工場
- 豊田鉄工篠原工場
- 豊田市立大畑小学校
- 仙人の庵 里の森学校
- 国道155号・国道248号（重複区間）
- トヨタ関連部品健康保険組合スポーツセンターANNEX篠原
- 伊保川

### バス路線
周囲の地域と当駅や愛知高速交通東部丘陵線（リニモ）の八草駅・名鉄豊田線の浄水駅を結ぶ「保見地域バス」が火曜・木曜に限り運行されており、駅前に乗り入れる。最寄りバス停は「篠原駅」。

## 隣の駅
愛知環状鉄道
■愛知環状鉄道線
保見駅（16） - 篠原駅（17） - 八草駅（18）